# Westfield (Wisconsin)
Westfield é uma vila localizada no estado norte-americano de Wisconsin, no Condado de Marquette.

## Demografia
Segundo o censo norte-americano de 2000, a sua população era de 1217 habitantes.
Em 2006, foi estimada uma população de 1209, um decréscimo de 8 (-0.7%).

## Geografia
De acordo com o United States Census Bureau tem uma área de
3,8 km², dos quais 3,7 km² cobertos por terra e 0,1 km² cobertos por água.

## Localidades na vizinhança
O diagrama seguinte representa as localidades num raio de 24 km ao redor de Westfield.